# Chirbat ar-Ruzz
Chirbat ar-Ruzz – miejscowość w Syrii, w muhafazie Ar-Rakka, w dystrykcie Tall Abjad. W 2004 roku liczyła 1663 mieszkańców.